# Farády István
Farády István (Százhalombatta, 1951. január 28. – Budapest, 2004. december 26.) magyar színművész.

## Életpálya
Amatőrként a Zsolnay Gábor vezette Belvárosi Irodalmi Színpadon kezdte pályáját, itt többek között Borbás Gabi, Zsolnai Júlia, Trokán Péter voltak színjátszó társai. Első próbálkozásra sikerült a felvételije a Színház- és Filmművészeti Főiskolára, ahol Vámos László osztályába került. 1973-ban diplomázott és a kecskeméti Katona József Színház tagja lett. Alkatának köszönhetően és nagyszerű orgánumát kihasználva, pályája elején a rendezők főként hősszerepeket osztottak rá. Ebből az időszakból kiemelkedő alakítást nyújtott a Don Carlos címszerepében. Itt Kecskeméten dolgozott először Ruszt József rendezővel, aki később is pályáját meghatározó fontos személy volt életében, akit mesterének tartott. 1978-tól 1982-ig a Népszínház–Várszínház, 1982–85-ben a Nemzeti Színház művésze volt. 1987-ig a zalaegerszegi Hevesi Sándor Színházban szerepelt. 1987–1991 között a debreceni Csokonai Színházban játszott. 1991-től szabadfoglalkozású színművész volt. A Jordán Tamás vezette Merlin Színházban, a Petra von Kant keserű könnyei című előadás díszlettervezőjeként is megismerhették a nézők. A televízió is gyakran foglalkoztatta. Itt az egyik legfontosabb munkája a Színészmúzeum című sorozat volt, ahol műsorvezetőként olyan ismert művészekkel beszélgetett, mint Feleki Kamill, Gobbi Hilda, Rajz János, Makay Margit, Dajka Margit, Greguss Zoltán, Kőmíves Sándor. Fiatalon, 53 évesen 2004-ben, karácsony másnapján tüdőrákban hunyt el. Jellegzetes, bársonyos, fátyolos hangját számos szinkronszerep, rádiójáték őrzi. Magánéletében Falvay Klára színművész volt a társa.

## Fontosabb színházi szerepei
- William Shakespeare: Troilus és Cressida... Troilus
- Shakespeare: Pericles... Pericles
- Shakespeare: A vihar... Ariel
- Shakespeare: Amit akartok, avagy vízkereszt... Sebastian, fiatal nemes, Viola bátyja
- Christopher Marlowe: Doktor Faustus... Gonosz angyal, Bruno, Sándor
- Friedrich Schiller: Don Carlos... Don Carlos
- Henrik Ibsen: Kísértetek... Oswald
- Karel Čapek: A végzetes szerelem játéka... Gilles
- Iszaak Emmanuilovics Babel: Húsvét... Apolek úr
- Hubay Miklós: Freud, az álomfejtő álma... A királyfi
- George Bernard Shaw: Tanner John házassága... Octavius
- Joseph Kesselring: Arzén és levendula... Mortimer
- Anton Pavlovics Csehov: Három nővér... Tuzenbach
- Jókai Mór- Földes Mihály: A kőszívű ember fiai... Palwitz Ottó
- Teleki László: Kegyenc... III. Valentinianus
- Bródy Sándor: A tanítónő... Káplán
- Gotthold Ephraim Lessing: Bölcs Náthán... Egy dervis
- Barrie Stavis: A szivárványszínű köntös... József
- Zalán Tibor: Azután megdöglünk... Il, akinek ezüst dominója van
- Csurka István: Ki lesz a bálanya?... Fény
- Václav Havel: Vernisszázs... Michal
- Molière: Tartuffe... Tartuffe
- Odze György: Lordok háza... Rehus Ferenc
- Nyikolaj Vasziljevics Gogol: A revizor... Luka Lukics Hlopov
- Alekszandr Nyikolajevics Osztrovszkij: Hozomány nélküli menyasszony... A gróf
- Csiky Gergely: A nagymama... Szerémy gróf
- Arthur Miller: A világ teremtése... Ádám
- Tamási Áron: Ördögölő Józsiás... Józsiás
- Mihail Alekszandrovics Solohov – Ruszt József: Csendes Don... Narrátor
- Molnár Ferenc: Olympia... Albert gróf
- Mihail Afanaszjevics Bulgakov: Álszentek összeesküvése... Moirron

## Fontosabb szinkronszerepei
- Győzni Indianapolisban (Winning) (1969)
- A jelölt (The Candidate) (1972)
- Kojak és a Marcus - Nelson gyilkosságok (The Marcus-Nelson Murders (1973)
- Gyilkos a tetőn (Mannen på taket)(1976)
- Starsky és Hutch (S&H) (1975-76)
- A karatézó Kobra visszatér (Ikare doku hebi - Moku geki sha wo kese)(1976)
- A következő áldozat (The Next Victim) (1976)
- Szolgák és más urak (Diener und andere Herren)(1978)
- Iskolajáték (School Play) (1979)
- Dutyi dili (Stir Crazy) (1980)
- Tű a szénakazalban (Eye of the Needle) (1981)

## Filmek, tv
- Prés (1971)
- Pirx kalandjai (tévésorozat, 1973)
- A hosszú előszoba (1973)
- ...és a holtak újra énekelnek (1973)
- A szerelem bolondjai (1976)
- Katonák (1977)
- Tengerre néző cellák (1978)
- Mire a levelek lehullanak (1978)
- Rettegés és nyomorúság a Harmadik Birodalomban (1980)
- A különc (1980)
- Mondja, struccné! (1981)
- Liszt Ferenc (tévésorozat) (1982)
- Nyom nélkül (1982)
- Shakespeare: Vihar – rendező: Vámos László (1984)
- Kémeri (sorozat) (1985)
- Fehér kócsagok (1990)
- Levelek a háborúból
- Színészmúzeum (sorozat)
- Havannai kihallgatás
- Veszélyes övezet

## Díszlettervezés
- Rainer Werner Fassbinder: Petra von Kant keserű könnyei (Merlin Színház)